# シュライン・オン・エアライン
シュライン・オン・エアライン (Shrine on Airline) は、アメリカのルイジアナ州ニューオーリンズにある野球場。
マイアミ・マーリンズ傘下AAAニューオーリンズ・ベビーケークスの本拠地である。
2016年まではゼファー・フィールド（Zephyr Field）と呼ばれていた。